# Bembix melanopa
Bembix melanopa  (лат.) — вид песочных ос рода Bembix из подсемейства Bembicinae (Crabronidae). Обнаружены в южной и восточной Африке от Кении до ЮАР. Среднего размера осы: длина тела около 2 см. Тело коренастое, чёрное с развитым жёлтым рисунком. Лабрум вытянут вперёд подобно клюву. Ассоциированы с растениями 4 семейств: Apiaceae (Foeniculum vulgare Mill.); Apocynaceae (Asclepiadaceae); Asteraceae (Athanasia trifurcata (L.) L.); and Aizoaceae (Mesembryanthema, «mesem»). В качестве жертв отмечены мухи 7 семейств: Tabanidae, Bombyliidae, Syrphidae, Muscidae, Calliphoridae, Sarcophagidae, Tachinidae. Вид был впервые описан в 1893 году австрийским энтомологом Антоном Хандлиршом (Anton Handlirsch, 1865—1935) по материалам из Южной Африки
.